# Exército Mongol

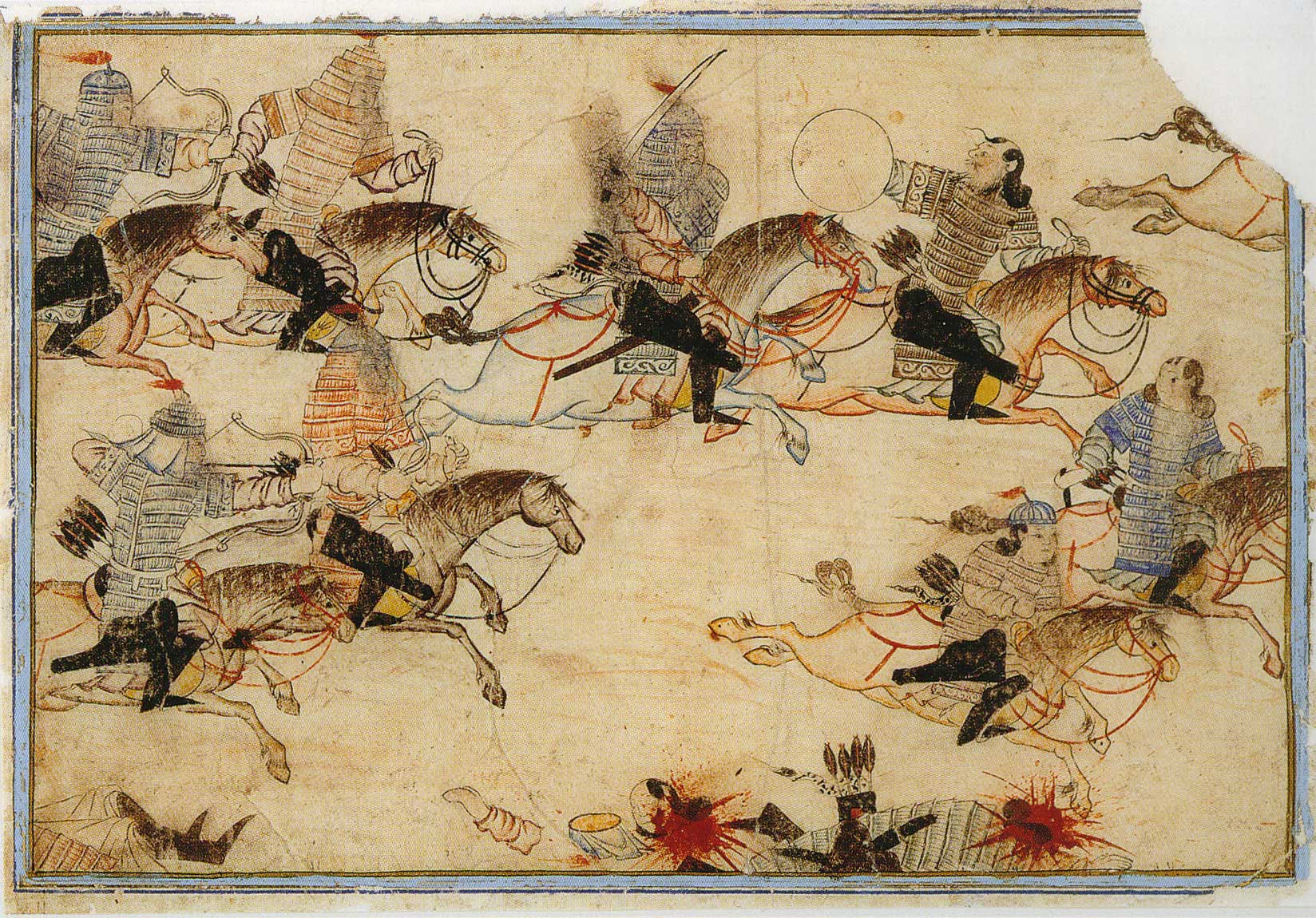
O exército mongol em batalha

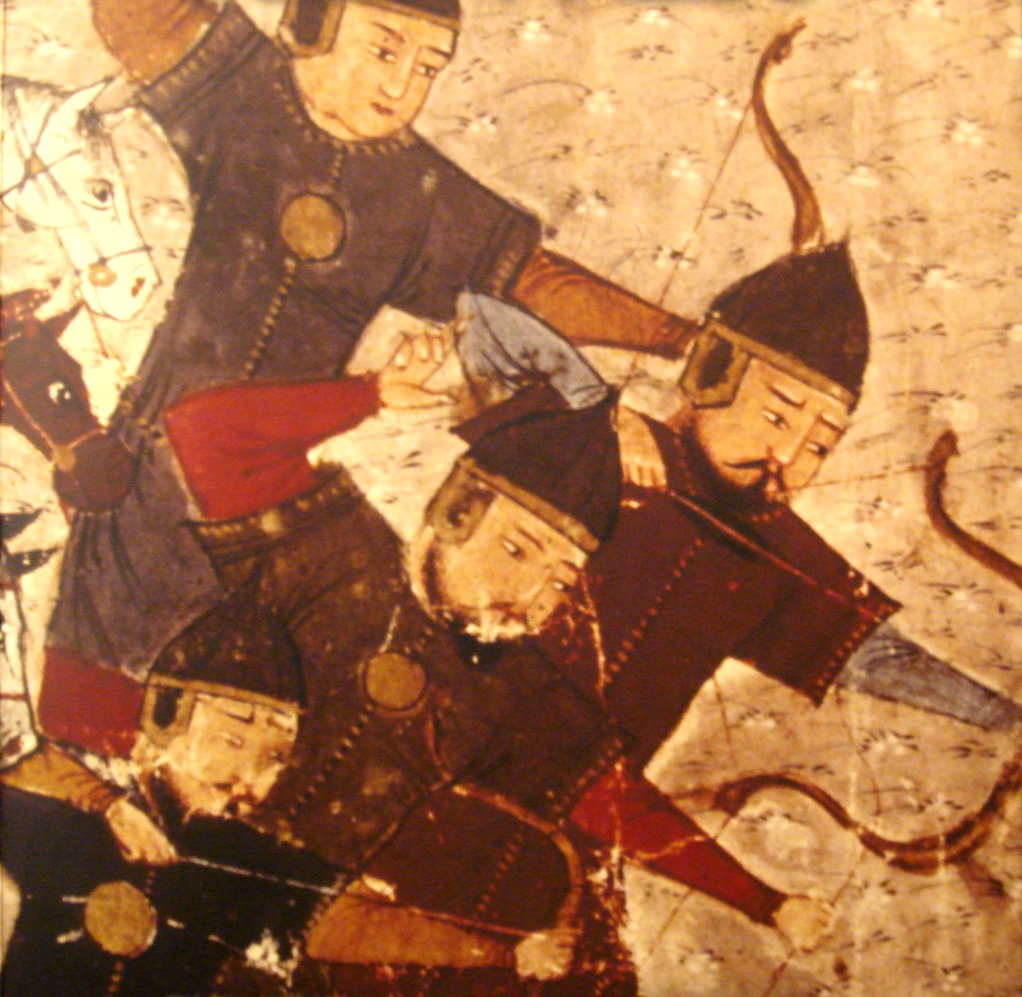
Arqueiros da infantaria mongol

O Exército Mongol foi durante muitos anos o mais poderoso do mundo, com arcos de longo alcance e atiradores montados, muito habilidosos em combates campais. Era formado por pastores nômades que viviam nas selas dos seus pôneis. Desde cedo estes pastores aprendiam a montar e a usar o arco, em especial o arco composto. Este arco era maior, mais leve, mais fácil de usar e com mais alcance que o arco normal.
É eficaz contra esse tipo de exercito: cavalaria pesada e arqueiros de arco longo (sendo mais eficazes em alguma estrutura como torres e muralhas).

## Aspectos
O exército mongol era formado essencialmente por cavaleiros de arqueiros. Na verdade, não havia infantaria e cada cavaleiro partia com cinco póneis para a guerra. O cavaleiro ia mudando de pônei para que tivesse sempre um fresco. Este exército foi o exército mais rápido da história, até à época da industrialização, ou seja, até haver tanques.
Um importante aspecto nos mongóis é a sua montada. Eles não montavam cavalos mas sim pôneis. Os póneis da Mongólia são muito velozes, preparados para atravessar as estepes, não muito altos mas resistentes e aguentam condições desfavoráveis, como invernos gelados e verões quentes. Ainda hoje são conhecidos os cavalos ou póneis da Mongólia, célebres por serem os únicos cavalos selvagens do planeta.
O exército mongol estava dividido em corpos de 10, 100, 1 000 e 10 000 homens. Para cada 10 homens havia um chefe, para cada 100 um cã e para cada 1 000 um general do grão-cã, neste caso Temujim. Cada general comandava uma horda.
Cada dezena de homens combatia unida. Estes dez guerreiros também partilhavam o seu saque. Esta estratégia era muito conveniente, pois assim era mais difícil de serem atacados por trás e de sofrerem ataques isolados. O abandono de um companheiro na batalha era castigado com pena de morte.
Para mostrar como o exército mongol era numeroso, vejamos o exemplo da guarda de Gêngis Cã. O chefe mongol tinha uma escolta de 10 000 homens. Era natural que este exército fosse tão numeroso, já que todos os homens com idade inferior a 60 anos combatiam. Como se sabe nesta altura o tempo de vida médio era muito mais curto do que agora, tanto que o exército mongol reunia a totalidade da população masculina.
Os povos subjugados, como os Tártaros e os merquites eram divididos em unidades de 100 homens, para não poderem ameaçar a família governante.
Outro pormenor nos mongóis é que estes não levavam provisões nas suas campanhas. No Gobi eles faziam pequenas feridas nos cavalos e bebiam o seu sangue. Para comer tinham iogurte de leite de égua.
Durante o período de invasão do território que hoje compreende a China, o exército mongol não teria sido eficiente se não fosse pelos engenheiros chineses que ajudaram a construir armas de cerco, esse tipo de tecnologia foi fundamental, pois os mongóis eram acostumados a batalhas campais e não contra cidades fortificadas como as cidades chinesas.
Segundo os historiadores a maioria das crianças mongóis eram treinadas com o arco desde pequenas para desenvolver habilidade com o precioso instrumento durante a guerra. O exército mongol era devoto a seu grão-cã e poderia derrotar qualquer inimigo pois confiava que o cavalo, o arco e o homem eram um só e que eram invencíveis, esse sentimento deu a esse povo o espirito de luta que ajudou na construção do fabuloso Império Mongol.